# Inline-Alpin-Junioreneuropameisterschaft 2015
Die 9. Inline-Alpin-Junioreneuropameisterschaft 2015 (European Children Champs) wurde am 23. August 2015 im österreichischen Bramberg am Wildkogel im Bundesland Salzburg ausgetragen. Die Veranstaltung fand im Rahmen des Weltcups statt. Veranstalter war die Fédération Internationale de Roller Sports (FIRS) und Ausrichter war der ALP SK Pinzgau.

## Teilnehmer
| Europa (8 Länder)                               | Europa (8 Länder)                           |
| ----------------------------------------------- | ------------------------------------------- |
| - Deutschland - Italien - Lettland - Österreich | - Schweiz - Slowakei - Spanien - Tschechien |

## Streckendaten
Die Wettbewerbe der Herren und Damen wurde in der Tanzlehenstrasse in Bramberg am Wildkogel (Koordinaten: 47° 16′ 23.621″ Nord, 12° 20′ 41.752″ Ost) ausgetragen. Rennleiter war J. Rainer (AUT) und Chef Torrichter war W. Gandler (AUT).
|                    | Slalom         |
| ------------------ | -------------- |
| Startzeit 1. Lauf  | 09:45 Uhr      |
| Startzeit 2. Lauf  | 12:30 Uhr      |
| Streckenlänge      | 240 m          |
| Kurssetzer 1. Lauf | M. Losio (ITA) |
| Kurssetzer 2. Lauf | G. Meh (GER)   |
| Tore 1. Lauf       | 30             |
| Tore 2. Lauf       | 32             |

## Medaillenspiegel

### Nationen
| Platz | Land        | Gold | Silber | Bronze | Gesamt |
| ----- | ----------- | ---- | ------ | ------ | ------ |
| 1     | Deutschland | 2    | 2      | 2      | 6      |

### Sportler
| Platz | Sportler(in)      | Land | Gold | Silber | Bronze | Gesamt |
| ----- | ----------------- | ---- | ---- | ------ | ------ | ------ |
| 1     | Maximilian Vogt   | GER  | 1    | 0      | 0      | 1      |
|       | Lisa Staudinger   | GER  | 1    | 0      | 0      | 1      |
| 3     | Manuel Wlcek      | GER  | 0    | 1      | 0      | 1      |
|       | Lisa Schmid       | GER  | 0    | 1      | 0      | 1      |
| 5     | Johannes Schubert | GER  | 0    | 0      | 1      | 1      |
|       | Alexa Brust       | GER  | 0    | 0      | 1      | 1      |

## Ergebnis Herren
| Platz | Name                  | Land | Zeit 1. | Zeit 2. | Gesamt  |
| ----- | --------------------- | ---- | ------- | ------- | ------- |
| 01    | Maximilian Vogt       | GER  | 21,06 s | 22,47 s | 43,53 s |
| 02    | Manuel Wlcek          | GER  | 21,74 s | 22,59 s | 44,33 s |
| 03    | Johannes Schubert     | GER  | 21,97 s | 22,46 s | 44,43 s |
| 04    | Moritz Waibel         | GER  | 22,00 s | 22,61 s | 44,61 s |
| 05    | Tom Hussal            | GER  | 22,04 s | 23,07 s | 45,11 s |
| 06    | Luca Seeberger        | GER  | 22,91 s | 23,01 s | 45,92 s |
| 07    | Erik Piantoni         | ITA  | 22,65 s | 23,41 s | 46,06 s |
| 08    | Christoph Silberbauer | GER  | 22,60 s | 23,83 s | 46,43 s |
| 09    | Maxi Löw              | GER  | 22,52 s | 23,95 s | 46,47 s |
| 10    | Toni Kögel            | GER  | 22,73 s | 23,91 s | 46,64 s |

Von 35 gemeldeten Läufern kamen 34 in die Wertung.
- Nicht am Start (1):

Mathis Mörsberger (GER)

## Ergebnis Damen
| Platz | Name               | Land | Zeit 1. | Zeit 2. | Gesamt  |
| ----- | ------------------ | ---- | ------- | ------- | ------- |
| 01    | Lisa Staudinger    | GER  | 21,66 s | 23,27 s | 44,93 s |
| 02    | Lisa Schmid        | GER  | 21,69 s | 23,25 s | 44,94 s |
| 03    | Alexa Brust        | GER  | 22,05 s | 23,43 s | 45,48 s |
| 04    | Elea Börsig        | GER  | 22,51 s | 23,53 s | 46,04 s |
| 05    | Celine Greis       | GER  | 22,93 s | 23,70 s | 46,63 s |
| 06    | Luisa Zeh          | GER  | 22,92 s | 24,81 s | 47,73 s |
| 07    | Sinah Rogel        | GER  | 23,75 s | 24,82 s | 48,57 s |
| 08    | Leah Gann          | GER  | 23,50 s | 25,18 s | 48,68 s |
| 09    | Anna-Soph Münch    | GER  | 24,34 s | 25,88 s | 50,22 s |
| 10    | Nikola Pospisilova | CZE  | 25,12 s | 25,37 s | 50,49 s |

Von 35 gemeldeten Läuferin kamen 29 in die Wertung.
- Nicht gestartet im ersten Lauf (1):

Letizia Turchetto (ITA)
- Disqualifiziert im zweiten Lauf (1):

Luisa Merk (GER)
- Disqualifiziert im zweiten Lauf (4):

Irene Colombo (ITA), Terezia Ancicova (SVK), Manuela Schiffer (GER), Barbora Ticha (SVK)